# Offshore-Windpark DanTysk
DanTysk ist ein Offshore-Windpark in der Nordsee. Er liegt in der deutschen Ausschließlichen Wirtschaftszone rund 70 km westlich der Insel Sylt und umfasst eine Fläche von 71 km² bei Wassertiefen von 21 bis 31 Metern. Die Windenergieanlage DT 22 ist der nördlichste Landpunkt Deutschlands.
Der Windpark speist seit Dezember 2014 Strom ins deutsche Stromnetz ein; er wurde am 30. April 2015 offiziell von Bundeswirtschaftsminister Sigmar Gabriel eröffnet.

## Geschichte
Am 7. März 2000 stellte die Gesellschaft für Energie und Oekologie mbH mit Sitz in Enge-Sande den Antrag zum Bau und Betrieb von 300 Windenergieanlagen (WEA) mit je 5 MW Leistung. Mit Bescheid vom 23. August 2005 wurde der Bau und Betrieb des Windparks mit 80 WEA als Pilotphase vom Bundesamt für Seeschifffahrt und Hydrographie (BSH) auf Grundlage der Seeanlagenverordnung genehmigt.
Im April 2007 kaufte die Vattenfall Europe New Energy GmbH die Rechte am Projekt DanTysk. Mit Gründung der Vattenfall Europe Windkraft GmbH wurde 2009 die Ausführung des Windparks in eine speziell für Windenergie gegründete Gesellschaft der Vattenfall-Europe-Gruppe überführt. Ursprünglich geplant war die Errichtung von insgesamt 300 WEA mit bis zu 1500 MW Leistung. Durch die Baugenehmigung wurde die ursprünglich vorgesehene Fläche aufgeteilt, direkt westlich des genehmigten Feldes „DanTysk“ wird derzeit das Windpark-Projekt „Nordpassage“ mit ebenfalls 80 WEA von Vattenfall Europe Windkraft weiterentwickelt.
Seit Oktober 2010 sind die Stadtwerke München mit 49 % an DanTysk beteiligt.

## Bauverlauf

Lage von DanTysk innerhalb der Windparks in der Deutschen Bucht

Im September 2009 wurden die geophysikalischen Untersuchungen und die Baugrund-Erkundungen abgeschlossen, Mitte 2011 waren auch die meisten Vertragsausschreibungen vergeben. Ursprünglich waren Anlagen mit 5 MW Leistung vorgesehen, letztendlich kamen jedoch Turbinen des Typs Siemens SWT-3.6-120 mit 3,6 MW Leistung und einem Rotordurchmesser von 120 m, Nabenhöhe von 88 m und Gesamthöhe von 148 m zum Einsatz. Als Basishafen für den Bau des Windparks diente das nahe gelegene dänische Esbjerg, wo die von Siemens gelieferten Maschinenhäuser zunächst gelagert wurden.
Am 1. Dezember 2012 wurde um das erweiterte Baufeld (500 m um die äußeren Windenergieanlagen) eine Sicherheitszone eingerichtet, im Februar 2013 wurde mit den Bauarbeiten begonnen.
Das Errichterschiff Seafox 5 pendelte zwischen Vlissingen (Niederlande), wo Monopiles und sog. Transition Pieces aufgeladen wurden, und dem Baufeld, wo diese als Fundament gerammt und aufgestellt wurden. Haupt-Auftragunternehmer ist das dänisch-deutsche Aarsleff Bilfinger Berger Joint Venture (ABJV). Daneben laufen die Arbeiten zur Innerpark-Verkabelung, ab November 2013 werden die Windturbinen auf die Fundamente montiert.
Ende Juli 2013 traf die Umspannplattform DanTysk OSS aus Rotterdam auf dem Baufeld ein und wurde anschließend am geplanten Standort am östlichen Rand des Windparks errichtet.
Mitte Dezember 2013 waren alle 80 Fundamente errichtet. Die Errichtung der Windenergieanlagen begann Mitte April 2014; im Juli 2014 waren bereits 40 der 80 vorgesehenen Anlagen errichtet. Ende August wurde die letzte Turbine installiert. Der Testbetrieb begann Anfang Dezember, im April 2015 ging der Windpark offiziell in Betrieb.

### Wohnplattform
Der Windpark wurde – bisher einzigartig bei einem deutschen Offshore-Windpark – mit einer Wohnplattform für das Servicepersonal ausgestattet. Auf dieser Plattform gibt es Platz für bis zu 50 Personen; sie wird während des Betriebs im 14-täglichen Wechsel von Technikern besetzt. Der Bau wurde bei der Rendsburger Werft Nobiskrug in Auftrag gegeben, er begann im Sommer 2013 bei der Schwesterwerft Abu Dhabi MAR in Kiel und wurde später bei der Emder Werft und Dock GmbH (EWD) fertiggestellt. Im Juni 2016 wurde die etwa 100 Mio. Euro teure Plattform „DanTysk OAP“ vom Kranschiff Stanislav Yudin neben der Umspannplattform aufgestellt. Das Fundament dazu, eine rund 40 Meter hohe Jacket-Konstruktion aus Stahl wurde bei den Nordseewerken in Emden gebaut. Die Wohnplattform beherbergt auch die Techniker des benachbarten Offshore-Windparks Sandbank.

## Netzanbindung

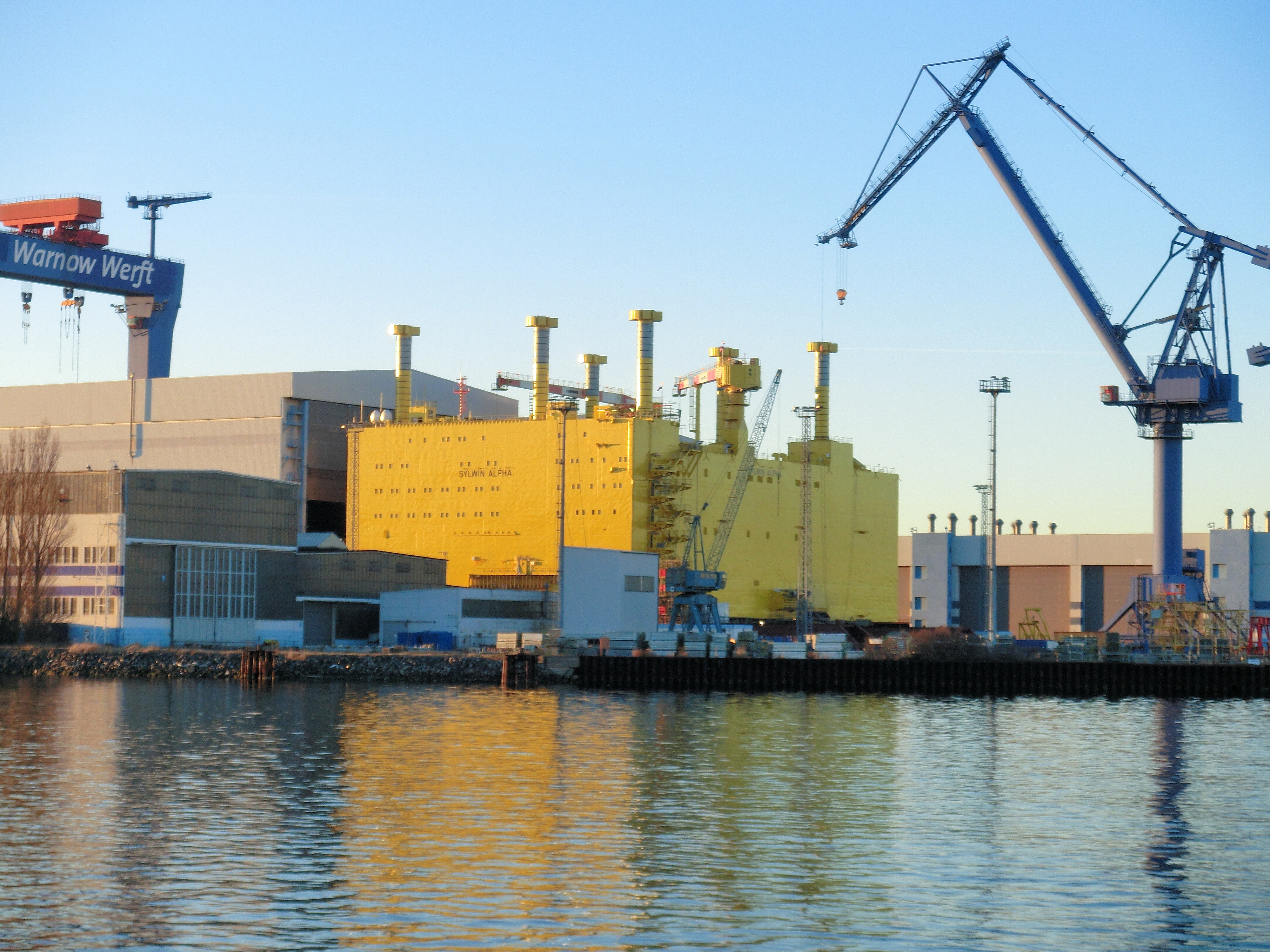
Konverter-Plattform SylWin alpha in der Nordic Yards Warnemünde 2014

Die 80 Windenergieanlagen sind über Mittelspannungskabel mit der Umspannplattform DanTysk OSS im Windpark verbunden, die den Dreiphasenwechselstrom (Drehstrom) von 33 kV auf Hochspannung von 155 kV transformiert. Von dort aus wird der Strom mittels einer rund 10 km langen Seekabel-Verbindung an das Offshore-HGÜ-System SylWin1 des Übertragungsnetzbetreibers Tennet TSO geleitet. An die bei Nordic Yards gefertigte Konverter-Plattform SylWin alpha schließen auch die Offshore-Windparks Butendiek und Sandbank an. Nach Umwandlung in Gleichstrom erfolgt die Übertragung über 205 km (davon 160 km Seekabel und 45 km Erdkabel) zur Konverterstation Büttel. Das SylWin1 genannte HGÜ-System ist für 864 MW ausgelegt und ging 2015 in Betrieb.

## Sonstiges
Direkt westlich des Baufeldes befindet sich die Forschungsplattform FINO 3.